# Folwarki (gmina)
Folwarki – dawna gmina wiejska w powiecie złoczowskim województwa tarnopolskiego II Rzeczypospolitej. Siedzibą gminy były Folwarki.
Gminę utworzono 1 sierpnia 1934 r. w ramach reformy na podstawie ustawy scaleniowej z dotychczasowych gmin wiejskich: Bieniów, Folwarki, Jelechowice, Strutyn, Zarzecze, Zazule i Woroniaki.
Po II wojnie światowej obszar gminy został odłączony od Polski i włączony do Ukraińskiej SRR.